# Psalm 77

Der 77. Psalm in einem Psalterbüchlein von 1538

Der 77. Psalm (nach griechischer Zählung der 76.) ist ein Psalm Asafs. Er zerfällt in zwei Teile, wobei der erste Teil ein Klagelied und der zweite Teil ein Hymnus ist. Das Thema des Psalms ist die Überwindung des Zweifels durch den Pathos des Glaubens.

## Das Klagelied (Vers 2–10)

### Inhalt
Im ersten Teil, dem Klagelied, geht es um einen verzweifelten frommen Denker: Je mehr dieser sich in JHWH versenkt und der wundersamen alten Geschichten gedenkt, desto mehr gerät er in Verzweiflung angesichts der gegenwärtigen Situation.

### Gliederung
Der erste Teil lässt sich folgendermaßen gliedern:
1. Vers 2 f. und Vers 4–7: Beschreibung der Klage
2. Vers 8–10: Ausführung: Aussprechen der Gedanken

## Der Hymnus (Vers 11–21)

### Inhalt
Der Psalmist weist den Gedanken zurück, dass JHWHs Recht sich gewandelt haben könnte. JHWHs Wunder werden unter Zuhilfenahme mythologische Elemente (Wolkenguß, Erdbeben etc.) beschrieben.

### Gliederung
Der zweite Teil könnte folgendermaßen gegliedert werden:
1. Vers 11: Der Gedanke der Unwandelbarkeit Gottes Rechts
2. Vers 12 f.: Erinnerung an Vorzeit als Trost
3. Vers 14–16: Offenbarung JHWHs vor allen Völkern, dass er sein Volk errettet.
4. Vers 17–20: JHWHs Wunder am Roten Meer